# Herbert Hillebrand
Herbert Hillebrand (* 6. Juli 1940 in Scherfede) ist ein als „Burgenkönig“ bekannt gewordener deutscher Unternehmer im Bereich der Immobilienwirtschaft.

## Werdegang
1954 begann er eine Lehre als Großhandels- und Bankkaufmann bei einer Raiffeisenbank in Monheim am Rhein. Nach drei weiteren Volontärjahren machte er sich selbstständig. Aus seiner ersten Ehe stammen vier Kinder, mit seiner zweiten Ehefrau, der gebürtigen Kolumbianerin Mónica Hillebrand, hat er sieben Kinder und adoptierte vier weitere. Im Jahre 1973 wurde er durch den Bau von Sozialwohnungen zum DM-Millionär. Er begann danach, sanierungsbedürftige und denkmalgeschützte Burgen und Schlösser vorwiegend in Deutschland zu erwerben und die Objekte an seine Kinder zu verschenken. Darunter befanden sich die Burg Rheineck (erworben 1975, veräußert 1999), Burg Kendenich (November 1978), Schloss Bedburg (1980), Schloss Brohleck (1980-September 1995), Schloss Schwansbell (1982), Haus Pröbsting (1986 vom Kreis Borken erworben, heute Schlossklinik), Schloss Augustenburg (Oktober 1987, bereits 1988 mit Gewinn veräußert), Schloss Marienfels (1988-November 1994), Burg Hemmersbach (1988) wurde zu seinem Wohn- und Geschäftssitz (bis 1997), Schloss Trips (April 1989), Schloss Lipsa (1992) oder Burg Lülsdorf (2006), die letzte erworbene Burg. Insgesamt gehörten ihm 27 Schlösser und Burgen. Für seine unternehmerischen Leistungen erhielt er am 3. Juli 1985 das Verdienstkreuz am Bande des Verdienstordens der Bundesrepublik Deutschland. Hillebrand wohnte von 1960 bis 1967 zuerst in Nörvenich, danach in Rath im Sandkaulenweg im einzigen strohgedeckten Haus im Ort, welches nach wie vor besteht (Stand 2018). Später wohnte er in einem strohgedeckten Rundhaus in Kerpen-Blatzeim (Buirer Weg), danach in der  Burg Mödrath und später in der Burg Hemmersbach. Heute wohnt er neben verschiedenen Kindern im Kölner Ortsteil Hahnwald.

## Investitionen in Ostdeutschland
Nach der deutschen Wiedervereinigung erwarb er in Ostdeutschland über die Treuhandanstalt insgesamt 63 Objekte. Darunter waren die Burgruine Henneberg (1991), das Schloss Neustadt-Glewe (September 1991) und Schloss Hohenerxleben (1993), aber auch erstmals drei Industrieobjekte. Dazu gehörte die Wallendorfer Porzellanmanufaktur (1994), die Weimarer Porzellanmanufaktur (1992) und eine Glashütte. Die Sanierung der verlustbringenden Industrieobjekte gelang nicht. Im April 1995 ging die Weimar-Porzellan in Konkurs, im selben Monat musste auch die Wellner Bestecke- und Silberwaren Konkurs anmelden. Im Februar 1992 erwarb er Gelände von der Stadt Suhl, musste jedoch das Projekt im Januar 1995 während der Rohbauarbeiten aufgeben.

## Krise
Die Konkurse der ostdeutschen Betriebe führten zu finanziellen Schwierigkeiten, die sich auch auf seine wirtschaftliche Situation auswirkten. Die meisten Projekte liefen über die Herbert Hillebrand Baubetreuungs- und Beteiligungs-KG, für deren Verbindlichkeiten er persönlich haftete. Er besaß 1995 insgesamt 135 Immobilienobjekte, darunter 27 Burgen und Schlösser und 3800 Mietwohnungen. In seinem Geburtsort Scherfede gehören ihm ganze Straßenzüge. Sein Privatvermögen wurde 1995 auf 300 Millionen DM geschätzt. Erste Anzeichen seiner wirtschaftlichen Probleme zeigten sich im Februar 1995, als die Immobilien Zeitung berichtete, dass er sich aufgrund von Liquiditätsengpässen bis 1996 von 45 seiner 135 Immobilienobjekte trennen werde. Er musste fast 1000 Beschäftigte entlassen.
So musste er die Bauarbeiten am Kölnturm im Kölner Mediapark im April 1995 zeitweise einstellen. Im Januar 1996 hatte er eine Projektgesellschaft für die Bebauung des Mediaparks (Block 5) gegründet. Im März 1996 wurde eine Vertragsstrafe wegen verschuldeter Bauzeitverzögerungen gegen ihn verhängt. Seine Schulden bei 26 Banken beliefen sich auf 804 Millionen DM. Ein Konkursantrag wurde vom Finanzamt Bergheim wegen Steuerschulden von 10 Millionen DM im Dezember 1999 gestellt; gegen sein Finanzamt hatte er zuvor zwei Prozesse vor dem Finanzgericht gewonnen. Zum Insolvenzverwalter wurde Hans-Gerd Jauch bestellt, der das Restvermögen, darunter Burg Hemmersbach, verkaufte. Außerdem wurde Hillebrand im Februar 2000 wegen Veruntreuung öffentlicher Gelder und mehrfachen Betrugs vom Landgericht Köln zu einer zweijährigen Bewährungsstrafe verurteilt.
Seit Oktober 2003 führt Herbert Hillebrand von Burg Mödrath die Hillebrand Children GmbH, die seine Kinder in Vermögensangelegenheiten berät. In jenem Jahr besaß er (genauer: seine Kinder) noch 15 Burgen, von den übrigen musste er sich liquiditätsbedingt trennen. Für seine Kinder kauft und saniert er weiterhin Immobilien, die langfristig im Familienbestand verbleiben sollen. Unter anderem erwarb er im Jahr 2006 auf Rügen 750 Wohnungen. Aktuell wird die Verwaltung der Immobilien von zwei Standorten in Ostdeutschland, einem Standort auf Rügen und dem Büro in Köln-Porz geführt.